# Пархоменко, Леонид Ильич
Леонид Ильич Пархоменко (14 июня 1930, Краматорск — 13 января 1975, Москва) — советский киноактёр.

## Биография
В Краматорске окончил среднюю школу. До 1955 года обучался во ВГИКе (мастерская Бориса Бибикова и Ольги Пыжовой).
С 1956 года начал работать на Киевской киностудии им. А. Довженко.
Сниматься в кино начал, ещё будучи студентом с 1954 года, когда сыграл эпизодическую роль сотрудника госбезопасности в военной драме Леонида Лукова «Об этом забывать нельзя».
Звёздный час актёра пришёлся на 1958 год, когда он сыграл роль купца Парфёна Рогожина в экранизации режиссёром Иваном Пырьевым культового литературного произведения Ф. М. Достоевского «Идиот», после чего о нём заговорили буквально все. Затем в 1957 году последовала роль Красильникова в фильме Григория Рошаля «Хождении по мукам». И, наконец, в «Жеребёнке» режиссёра Владимира Фетина по мотивам одноимённого рассказа Михаила Шолохова. В 1960 году сыграл солдата в знаменитой ленте Юлии Солнцевой «Повесть пламенных лет».
Позже актёру стали предлагать небольшие роли отрицательных героев, «бандитов» и «преступников». Постепенно о нём забыли, новые предложения перестали поступать. Актёр начал приобщаться к алкоголю, постепенно спивался, вследствие чего скоропостижно скончался в возрасте 44-х лет.
Похоронен на Хованском кладбище.

## Избранная фильмография
- 1954 — Об этом забывать нельзя — сотрудник госбезопасности (нет в титрах)
- 1955 — Дорога — офицер госбезопасности
- 1955 — Вольница — Матвей Егорович, плотовой, распорядитель на рыбном промысле
- 1956 — Полюшко-поле — Захар Петрович Гуров, бригадир
- 1956 — Павел Корчагин — чекист Холява
- 1956 — Иван Франко — Михайло Гринчук
- 1957 — Поединок — Веткин Павел Павлович
- 1957 — Неповторимая весна  — Брёхов, шофёр
- 1958 — Поэма о море — Иван Гуренко
- 1958 — Идиот — Парфён Рогожин, купец
- 1958—1959 — Хождение по мукам — Алексей Красильников
- 1959 — Жеребёнок (короткометражный) — командир эскадрона
- 1960 — Хлеб и розы — звонарь
- 1960 — Повесть пламенных лет — солдат
- 1961 — Казаки — сотник
- 1961 — Битва в пути — эпизод
- 1962 — Никогда — Щербак
- 1963 — Сотрудник ЧК — Сева, бандит
- 1964 — Товарищ Арсений — провокатор, убийца «Отца» (нет в титрах)
- 1964 — Ко мне, Мухтар! — Фролов, бандит
- 1964 — Донская повесть — белый казак
- 1965 — Год как жизнь — сумасшедший в камере
- 1966 — Неуловимые мстители — Корней, трактирщик